# سیارک ۳۰۳۰۷
سیارک ۳۰۳۰۷ (به انگلیسی: 30307 Marcelriesz، نامگذاری:2000JE) سی هزار و سیصد و هفتمین سیارک کشف شده‌است که در ۲ مه ۲۰۰۰ کشف شد.